# Мосбург (Каринтия)
Мосбург (нем. Moosburg (Kärnten)) — ярмарочная коммуна (нем. Marktgemeinde) в Австрии, в федеральной земле Каринтия.
Входит в состав округа Клагенфурт. Население составляет 4492 человека (на 31 декабря 2005 года). Занимает площадь 36,76 км².

## Фотографии

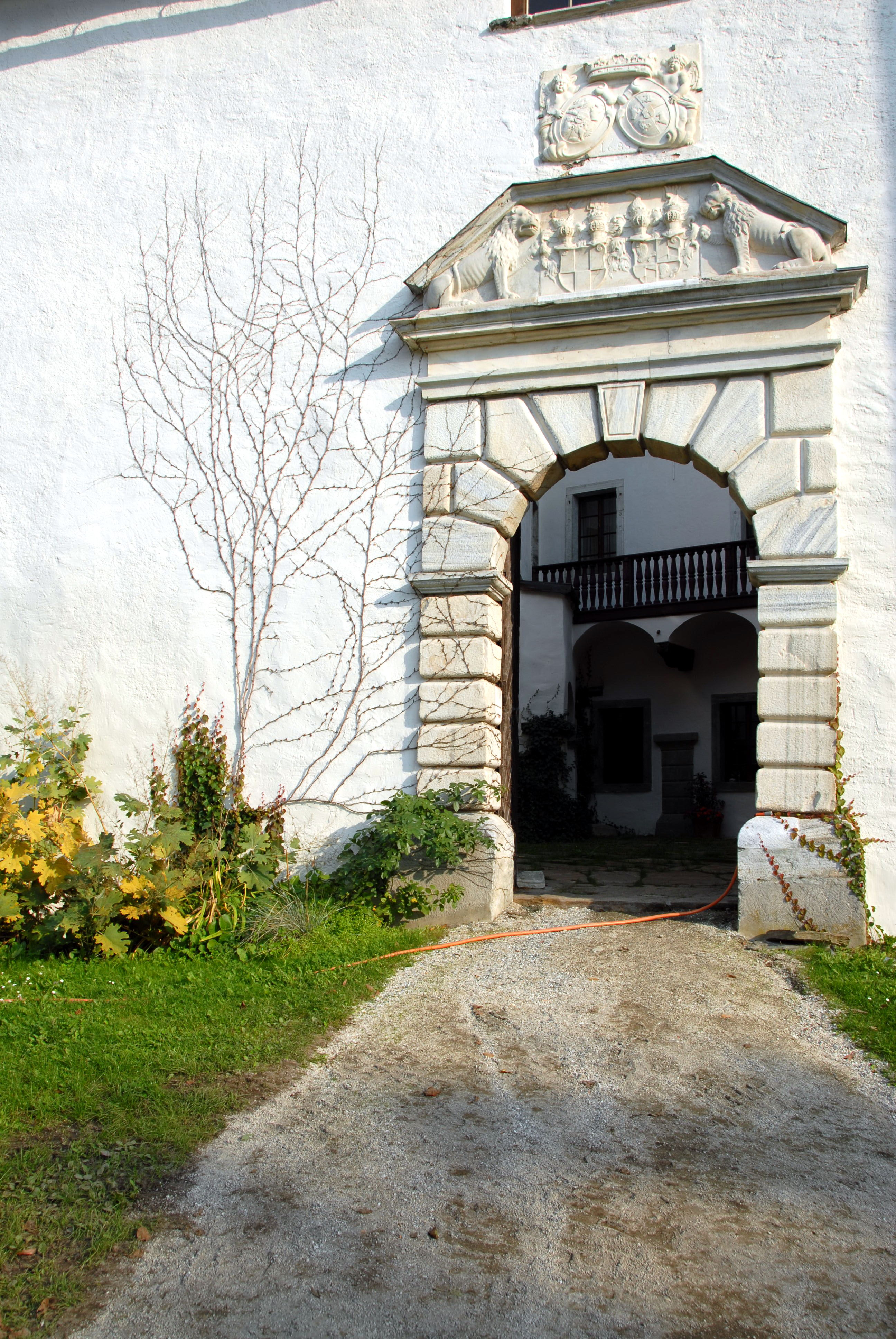
Замок
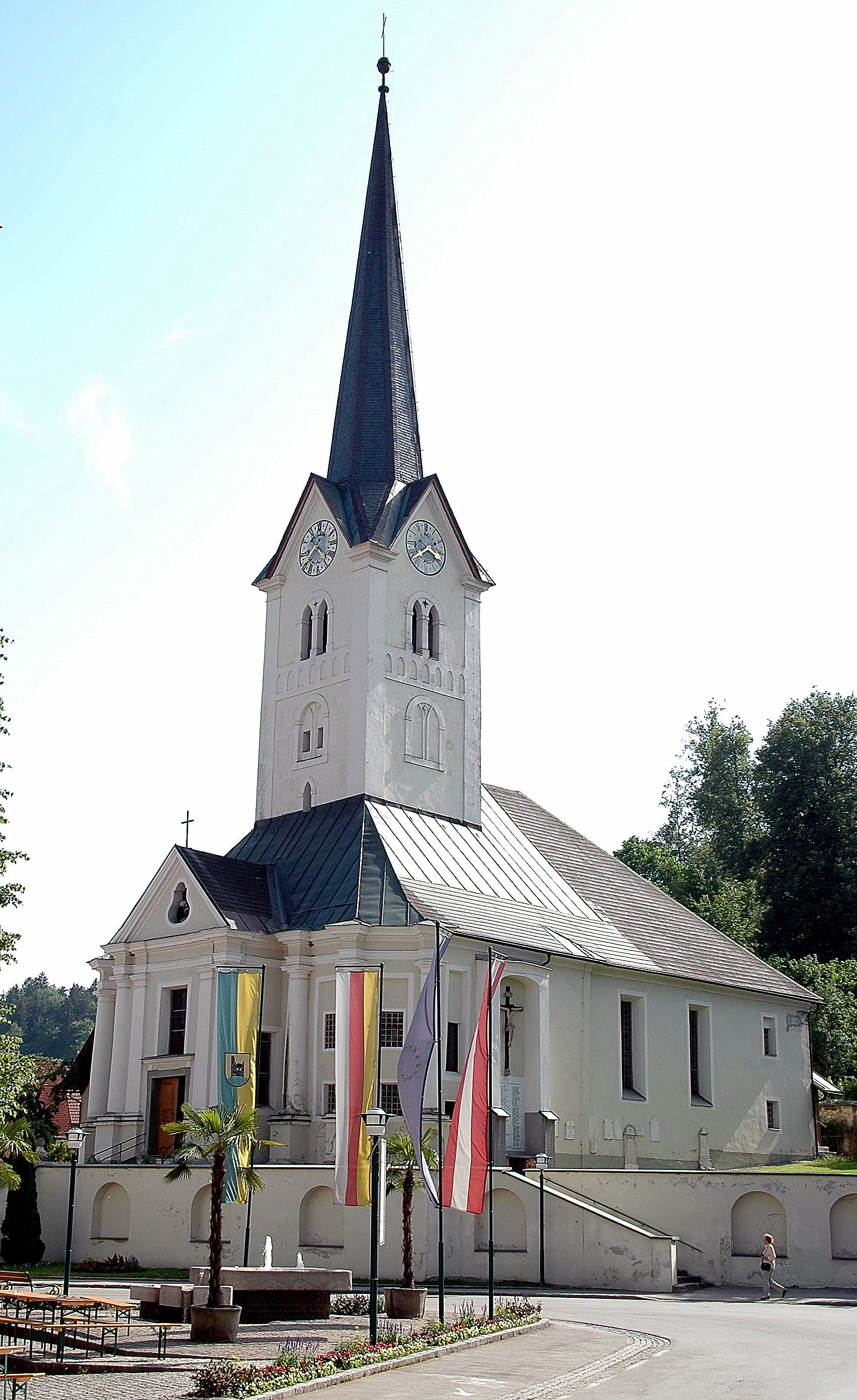
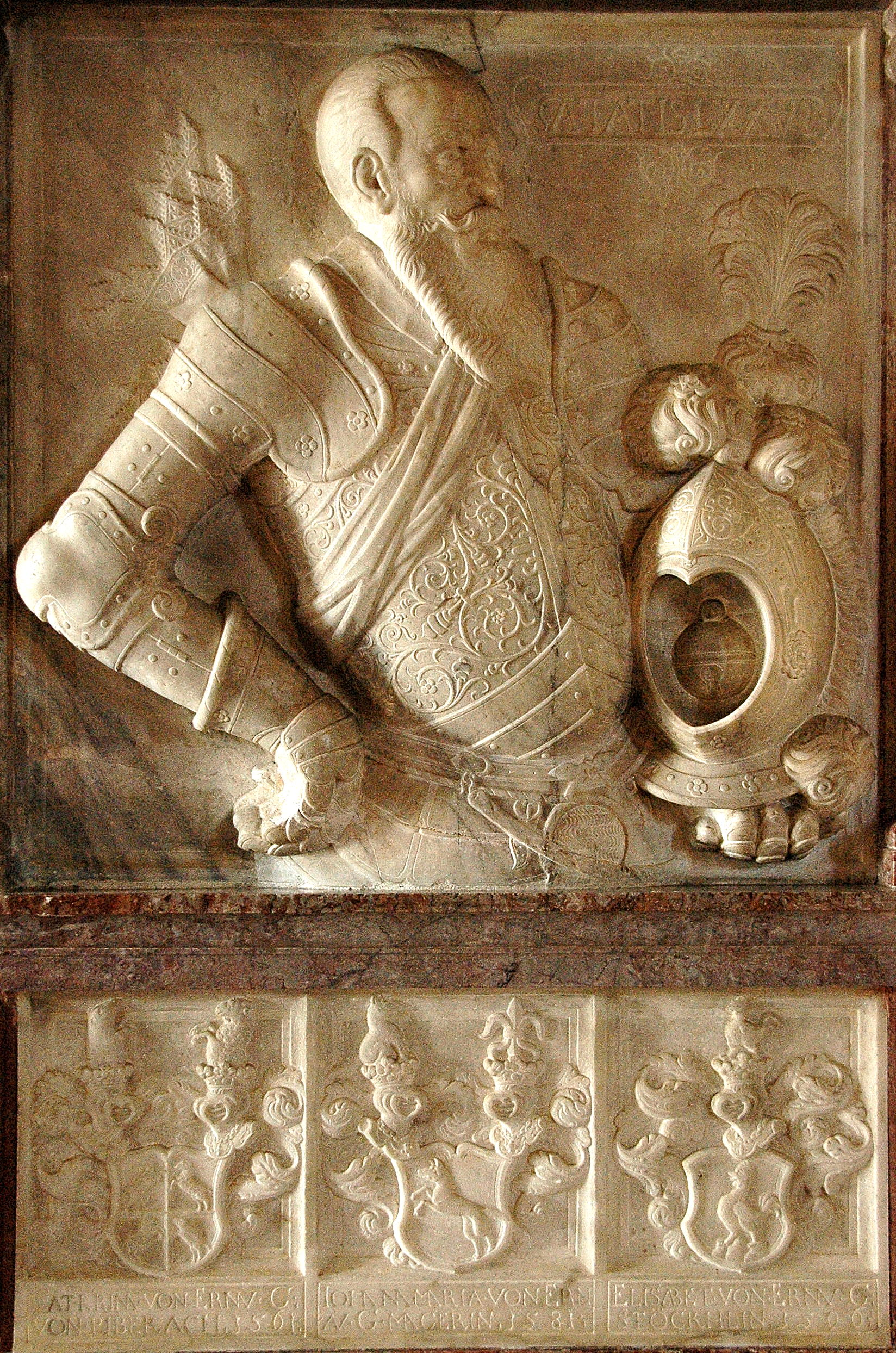
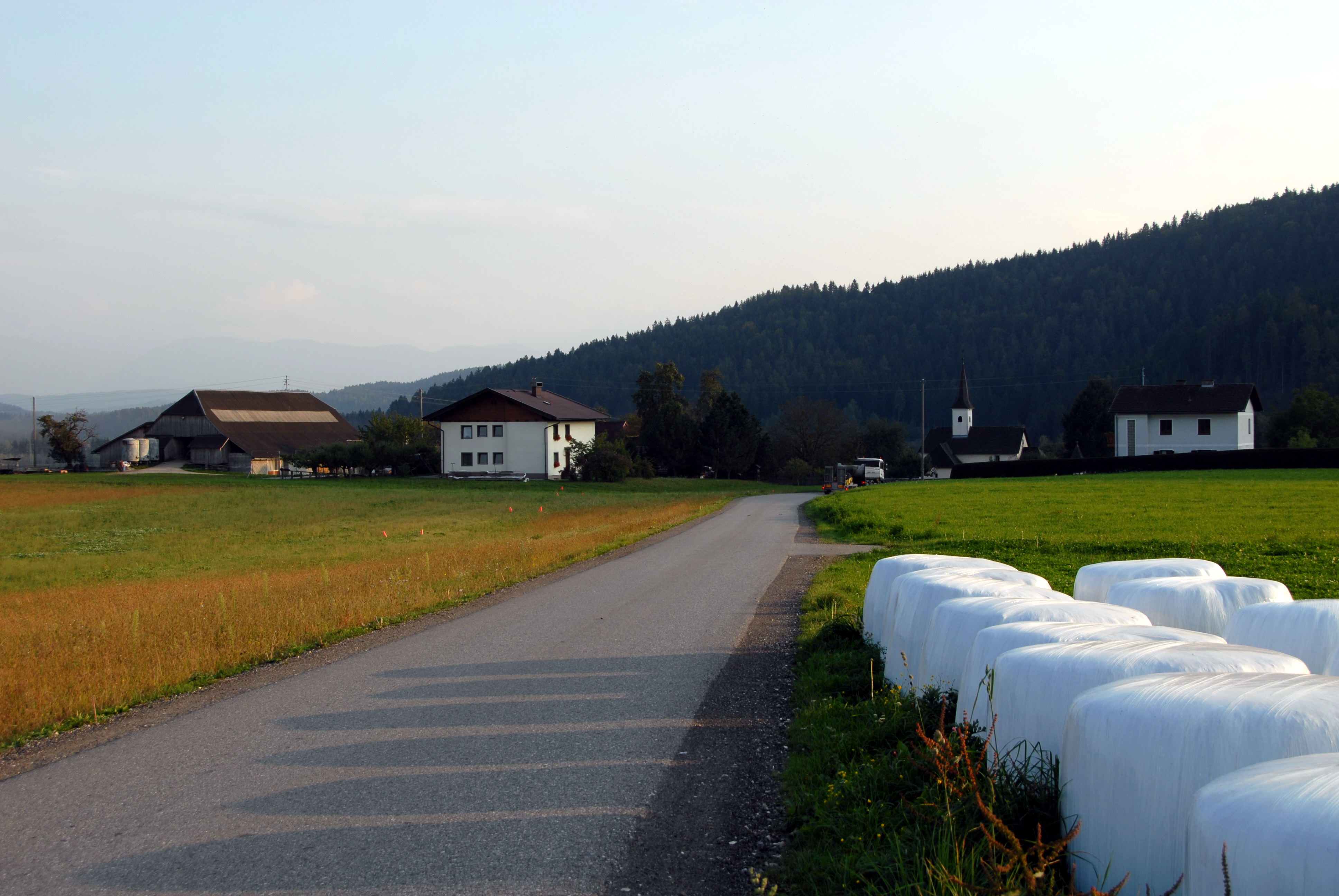
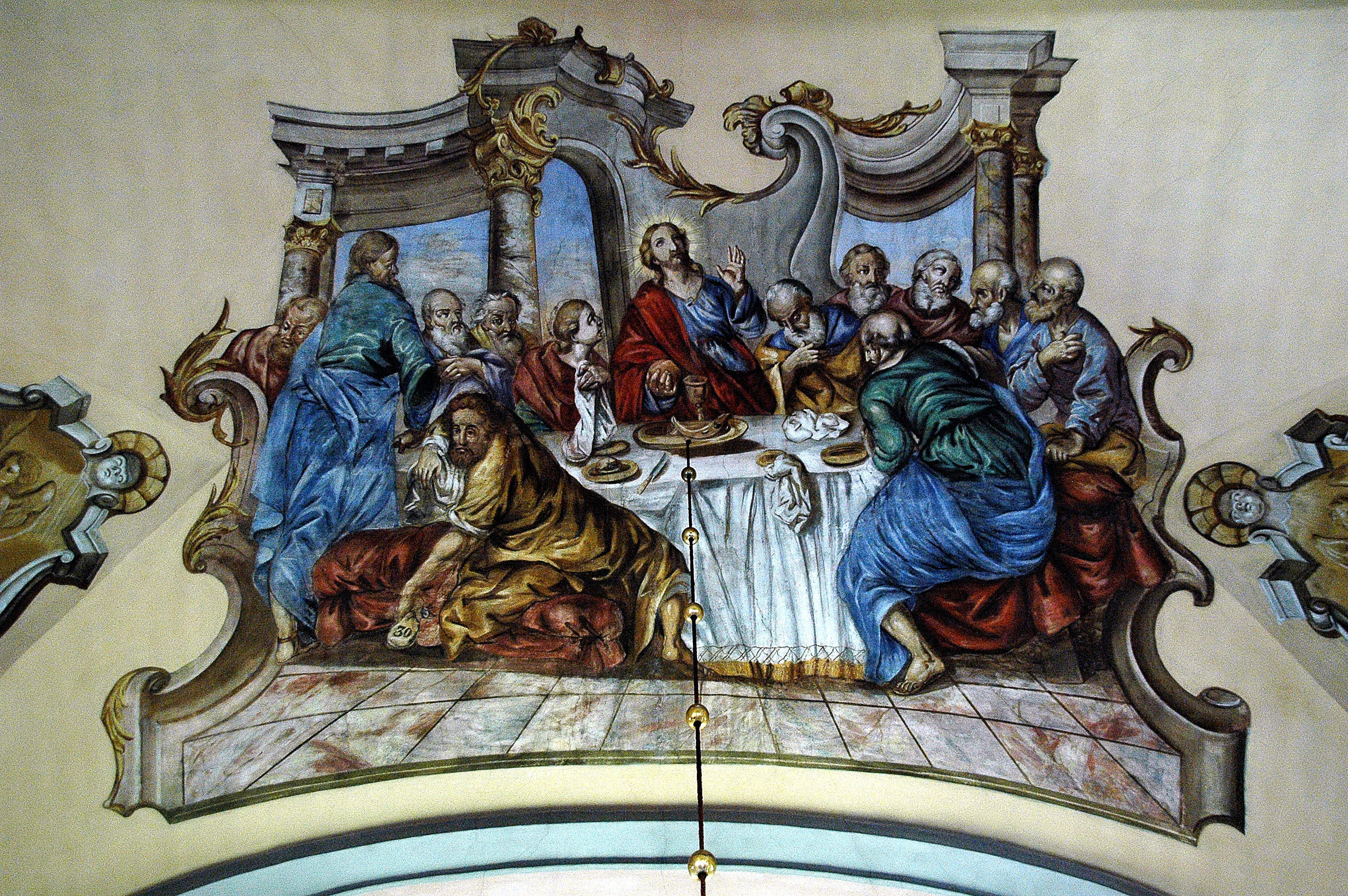
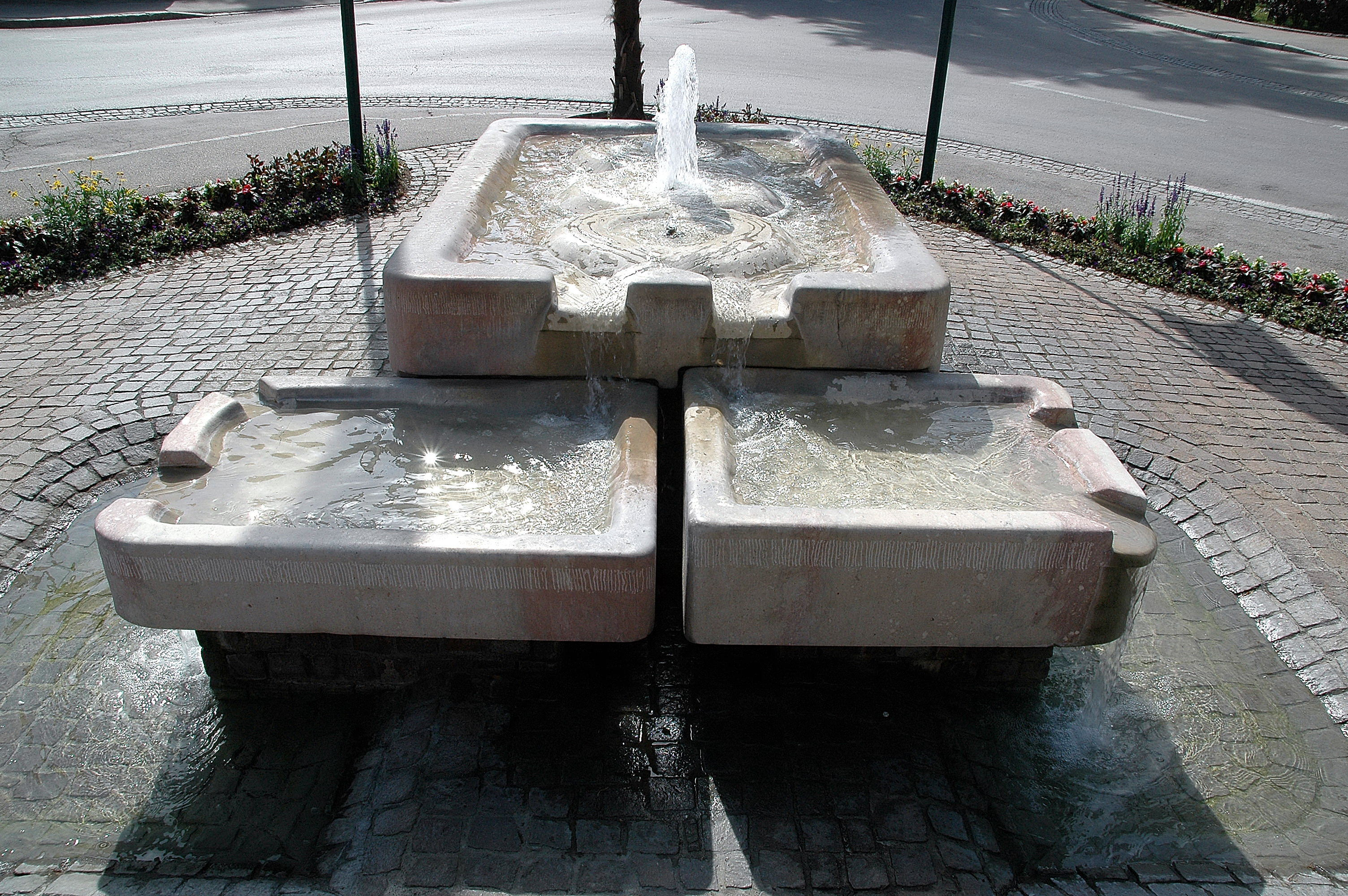
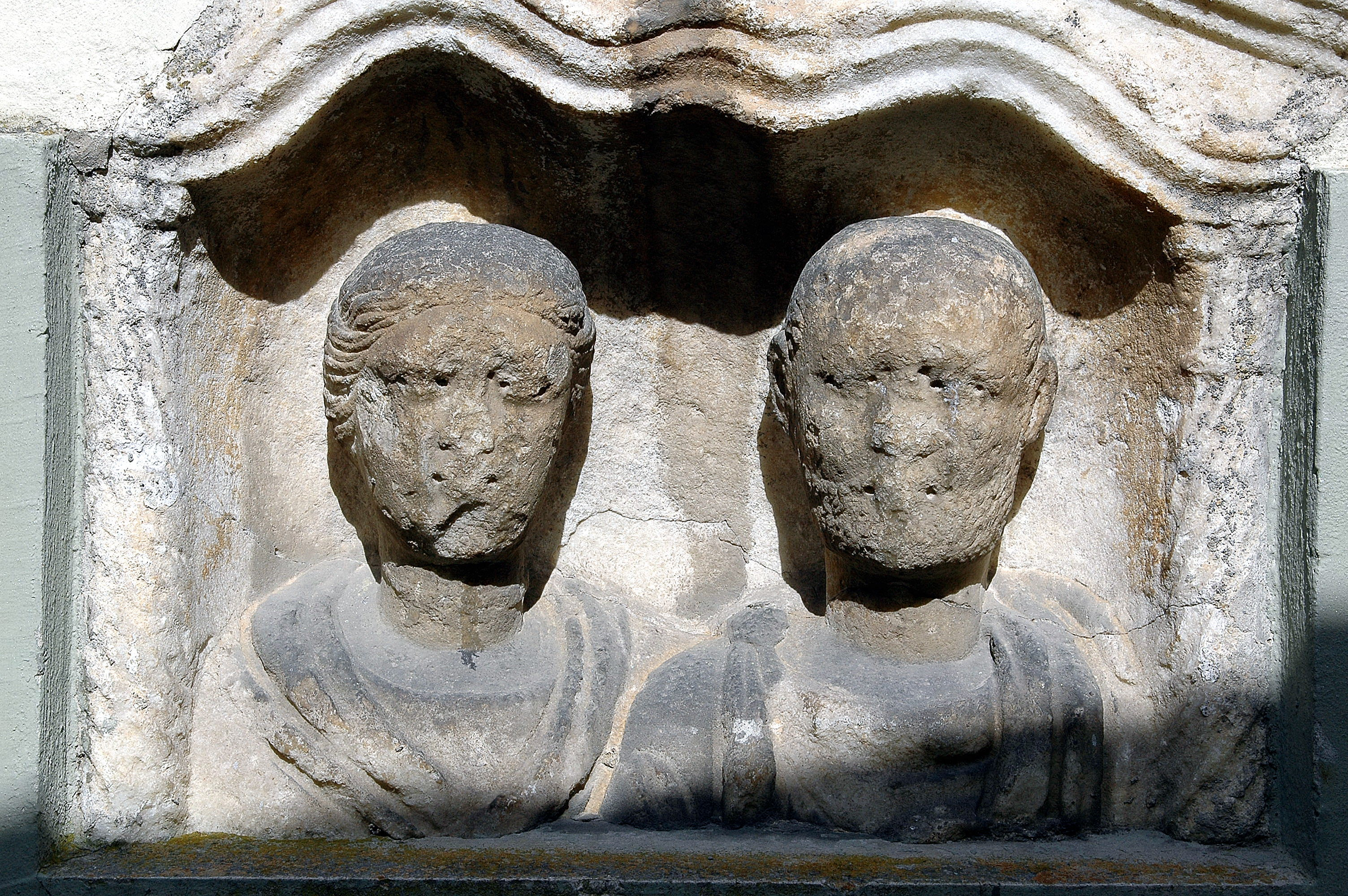
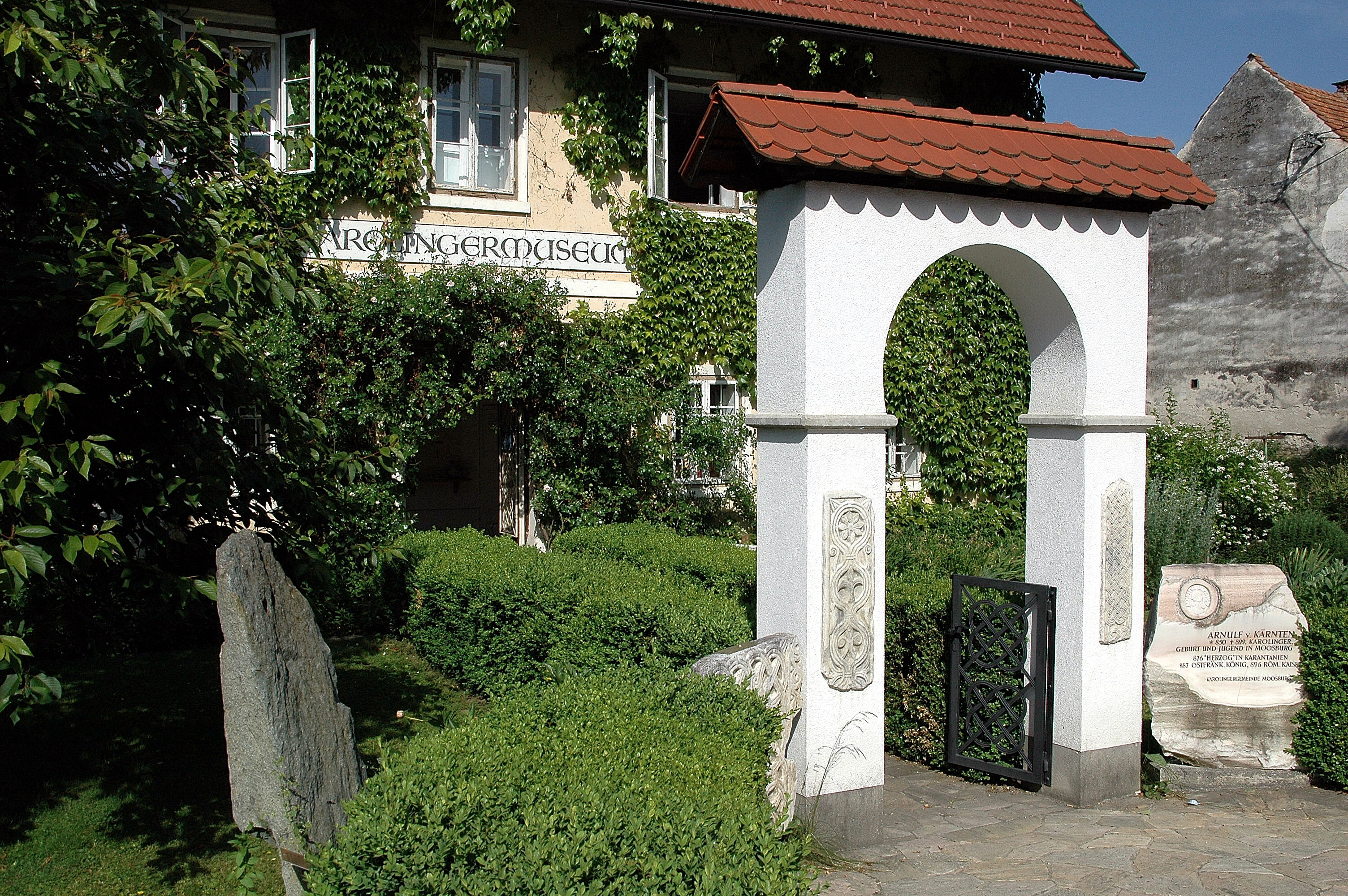

## Политическая ситуация
Бургомистр коммуны — Херберт Гаггль (АНП) по результатам выборов 2003 года.
Совет представителей коммуны (нем. Gemeinderat) состоит из 23 мест.
- АНП занимает 13 мест.
- СДПА занимает 7 мест.
- АПС занимает 3 места.